# Nuri al-Maliki
Nuri Kamal al-Maliki (arabiska: نوري كامل المالكي), Nūrī Kāmil al-Mālikī, även känd som Jawad al-Maliki, född 20 juni 1950 i al-Hindiyya, provinsen Karbala, var Iraks premiärminister mellan 2006 och 2014. Han är shiamuslim och är ledare för det Islamiska Dawapartiet. Han utsågs till att efterträda övergångsregeringen hållen av Dawa-ledaren Ibrahim al-Jaafari. Hans 37-mannakabinett accepterades av parlamentet och svors in den 20 maj 2006.
Den 26 april 2006 deklarerade al-Malikis medarbetare att han framöver kommer att använda sitt ursprungliga namn Nuri istället för sin pseudonym Jawad.

## Politik

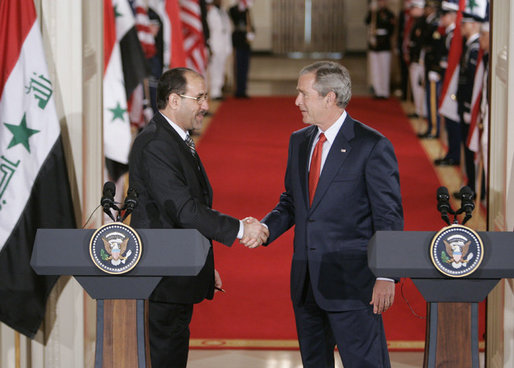
Premiärminister Nuri al-Maliki skakar hand med USA:s president George W. Bush under en presskonferens i Vita Huset den 26 juni 2006.

Som premiärminister så har al-Maliki svurit att ta hårda tag mot militanta gerillor som han kallar "organiserade beväpnade grupper som agerar utanför staten och utanför lagen". Han har kritiserats för att ta för lång tid på sig att utnämna inrikesminister och försvarsminister, något han gjorde den 8 juni 2006 samtidigt som Maliki och USA tillkännagav elimineringen av Al Qaida-ledaren Abu Musab al-Zarqawi
Maliki kritiserade samtidigt koalitionsstyrkor då rapporter angående mord på irakiska civila (i bland annat Haditha) blev kända. Han har citerats att säga, "Detta är ett fenomen som har blivit vanligt mellan många av de multinationella styrkorna. Ingen respekt för civila, vandalisering av civila bilar och dödsskjutningar grundade på misstankar eller en magkänsla. Det är oacceptabelt". Enligt ambassadör Khalilzad har Maliki felciterats, men det är oklart hur.[källa behövs]

### Statsbesök
Den 13 juni 2006 besökte USA:s president George W. Bush Bagdad för att möta Maliki och den irakiska presidenten Jalal Talabani, som ett stödgivande till den nya regeringen.